# Pavlov (kraj południowomorawski)
Pavlov (niem. Pollau) – gmina na Morawach, w Czechach, w kraju południowomorawskim. Zamieszkuje ją 548 osoby.